# Велика заграва (фільм, 1938)
«Велика заграва» (рос. «Великое зарево») — грузинський радянський чорно-білий художній фільм 1938 року кінорежисера Михайла Чіаурелі.

## Сюжет
1917-й рік. Тимчасовий уряд Росії відправляє все нові ешелони солдатів на німецький фронт. Але солдати хочуть миру і відмовляються йти у напад. Більшовики готуються до повстання. День призначений. 7 жовтня лунає залп з крейсера «Аврора». Над містом постає Велика заграва.

## Актори
- Костянтин Мюфке — Володимир Ленін
- Михайло Геловані — Йосип Сталін
- Борис Полтавцев — Яків Свердлов
- Спартак Багашвілі — Георгій Гудушаурі
- Тамара Макарова — Світлана
- Ганна Смирнова — мати Світлани
- Василь Матов — Єршов, солдат
- Дмитро Іванов — Панасюк, селянин
- Георгій Сагарадзе — Іраклій Церетелі, міністр
- Михайло Чіхладзе — Мікеладзе, полковник
- Іван Перестіані — генерал
- Олександр Жоржоліані — військовий лікар
- Шалва Гамбашидзе — Курумідзе, дипломат
- Георгій Шавгулідзе — Павле Гудушаурі
- Нуца Чхеідзе — мати Гудушаурі

## Нагороди
- Сталінська премія 1-го ступеня (1941 року), Михайло Чіаурелі
- Сталінська премія 1-го ступеня (1941 року), Михайло Геловані